# Vadzim Lialin
Vadzim Lialin, né le 15 novembre 1982, est un rameur biélorusse.

## Palmarès

### Jeux olympiques
- 2008, à Pékin ( Chine)
  - e
- 2012, à Londres ( Royaume-Uni)
  - e

### Championnats d'Europe
- 2007, à Poznań ( Pologne)
  -  Médaille de bronze en Huit
- 2008, à Marathon ( Grèce)
  -  Médaille de bronze en Quatre de pointe
- 2010, à Montemor-o-Velho ( Portugal)
  -  Médaille d'or en Quatre de couple
- 2015, à Poznań ( Pologne)
  -  Médaille de bronze en Quatre de pointe